# لیگ برتر والیبال مردان ایران ۱۳۹۸
لیگ برتر والیبال ایران ۱۳۹۸ سی و سومین دوره مسابقات والیبال قهرمانی باشگاه‌های کشور است که با حضور ۱۳ تیم از ۸ آبان ماه آغاز شد.

## تیم‌ها
- در این دوره از مسابقات لیگ برتر ۱۳ تیم حضور دارند:
  - فولاد سیرجان ایرانیان
  - خاتم اردکان
  - شهرداری ارومیه
  - فولاد سپاهان اصفهان
  - کاله مازندران
  - شهرداری گنبد
  - شهرداری ورامین
  - پیکان تهران
  - سایپا تهران
  - شهداب یزد
  - راه‌یاب ملل مریوان
  - پیام خراسان
  - شهروند اراک
- تیم پیام خراسان به دلیل عمل نکردن به تعهدات مالی، در میانۀ مسابقات، از لیگ برتر کنار گذاشته شد و نتایج کسب شدۀ این تیم از جدول رقابت‌ها پاک گردید.[۲][۳]

## نتایج
| هفته اول            | هفته اول | هفته اول              | هفته اول             | هفته اول   | هفته اول |
| میزبان              | نتیجه    | میهمان                | ورزشگاه              | تاریخ      |          |
| ------------------- | -------- | --------------------- | -------------------- | ---------- | -------- |
| شهرداری گنبد        | ۳–۲      | شهرداری ارومیه        | المپیک گنبد          | ۱۳۹۸/۰۸/۰۸ |          |
| شهرداری ورامین      | ۳–۰      | پیام خراسان           | گل‌عباسی ورامین       | ۱۳۹۸/۰۸/۰۸ |          |
| سایپا تهران         | ۳–۰      | راه‌یاب ملل مریوان     | خانه والیبال تهران   | ۱۳۹۸/۰۸/۰۸ |          |
| شهروند اراک         | ۰–۳      | پیکان تهران           | شهیدان ثامنی اراک    | ۱۳۹۸/۰۸/۰۸ |          |
| فولاد سپاهان اصفهان | ۳–۰      | فولاد سیرجان ایرانیان | شهدای مخابرات اصفهان | ۱۳۹۸/۰۸/۰۸ |          |
| کاله مازندران       | ۳–۲      | شهداب یزد             | پیامبر اعظم آمل      | ۱۳۹۸/۰۸/۰۸ |          |

| استراحت     |
| ----------- |
| خاتم اردکان |

| فولاد سپاهان اصفهان   | ۳–۲ | کاله مازندران     | شهدای مخابرات اصفهان | ۱۳۹۸/۰۸/۱۲ |
| خاتم اردکان           | ۳–۲ | راه‌یاب ملل مریوان | آیت‌الله خاتمی اردکان | ۱۳۹۸/۰۸/۱۲ |
| پیکان تهران           | ۲–۳ | شهرداری ورامین    | خانه والیبال تهران   | ۱۳۹۸/۰۸/۱۲ |
| شهرداری ارومیه        | ۲–۳ | سایپا تهران       | غدیر ارومیه          | ۱۳۹۸/۰۸/۱۲ |
| فولاد سیرجان ایرانیان | ۳–۰ | شهروند اراک       | گل‌گهر سیرجان         | ۱۳۹۸/۰۸/۱۲ |
| شهداب یزد             | ۰–۳ | شهرداری گنبد      | شاهدیه یزد           | ۱۳۹۸/۰۸/۱۲ |

| استراحت     |
| ----------- |
| پیام خراسان |

| شهرداری ورامین      | ۳–۲ | فولاد سیرجان ایرانیان | گل‌عباسی ورامین       | ۱۳۹۸/۰۸/۱۶ |
| خاتم اردکان         | ۱–۳ | شهرداری ارومیه        | آیت‌الله خاتمی اردکان | ۱۳۹۸/۰۸/۱۶ |
| پیام خراسان         | ۱–۳ | پیکان تهران           | مهران مشهد           | ۱۳۹۸/۰۸/۱۶ |
| سایپا تهران         | ۲–۳ | شهداب یزد             | خانه والیبال تهران   | ۱۳۹۸/۰۸/۱۶ |
| کاله مازندران       | ۳–۰ | شهروند اراک           | پیامبر اعظم آمل      | ۱۳۹۸/۰۸/۱۶ |
| فولاد سپاهان اصفهان | ۲–۳ | شهرداری گنبد          | شهدای مخابرات اصفهان | ۱۳۹۸/۰۸/۱۶ |

| استراحت           |
| ----------------- |
| راه‌یاب ملل مریوان |

| راه‌یاب ملل مریوان     | ۱–۳ | شهرداری ارومیه      | زاگرس مریوان         | ۱۳۹۸/۰۸/۱۹ |
| کاله مازندران         | ۰–۳ | شهرداری ورامین      | پیامبر اعظم آمل      | ۱۳۹۸/۰۸/۱۹ |
| فولاد سیرجان ایرانیان | ۰–۳ | پیام خراسان         | گل‌گهر سیرجان         | ۱۳۹۸/۰۸/۱۹ |
| سایپا تهران           | ۱–۳ | فولاد سپاهان اصفهان | خانه والیبال تهران   | ۱۳۹۸/۰۸/۱۹ |
| شهروند اراک           | ۱–۳ | شهرداری گنبد        | شهیدان ثامنی اراک    | ۱۳۹۸/۰۸/۱۹ |
| خاتم اردکان           | ۱–۳ | شهداب یزد           | آیت‌الله خاتمی اردکان | ۱۳۹۸/۰۹/۱۳ |

| استراحت     |
| ----------- |
| پیکان تهران |

| شهرداری ورامین      | ۳–۰ | شهرداری گنبد          | گل‌عباسی ورامین       | ۱۳۹۸/۰۸/۲۳ |
| پیکان تهران         | ۳–۱ | فولاد سیرجان ایرانیان | خانه والیبال تهران   | ۱۳۹۸/۰۸/۲۳ |
| شهداب یزد           | ۰–۳ | راه‌یاب ملل مریوان     | شاهدیه یزد           | ۱۳۹۸/۰۸/۲۳ |
| پیام خراسان         | ۰–۳ | کاله مازندران         | مهران مشهد           | ۱۳۹۸/۰۸/۲۳ |
| فولاد سپاهان اصفهان | ۳–۱ | خاتم اردکان           | شهدای مخابرات اصفهان | ۱۳۹۸/۰۸/۲۳ |
| شهروند اراک         | ۰–۳ | سایپا تهران           | شهیدان ثامنی اراک    | ۱۳۹۸/۰۸/۲۳ |

| استراحت        |
| -------------- |
| شهرداری ارومیه |

| شهرداری ارومیه      | ۳–۰ | شهداب یزد         | غدیر ارومیه          | ۱۳۹۸/۱۰/۲۹ |
| کاله مازندران       | ۳–۲ | پیکان تهران       | پیامبر اعظم آمل      | ۱۳۹۸/۱۰/۲۹ |
| فولاد سپاهان اصفهان | ۳–۰ | راه‌یاب ملل مریوان | ۲۵ آبان اصفهان       | ۱۳۹۸/۱۰/۲۹ |
| شهرداری گنبد        | ۳–۰ | پیام خراسان       | المپیک گنبد          | ۱۳۹۸/۱۰/۲۹ |
| خاتم اردکان         | ۳–۱ | شهروند اراک       | آیت‌الله خاتمی اردکان | ۱۳۹۸/۱۰/۲۹ |
| سایپا تهران         | ۳–۰ | شهرداری ورامین    | خانه والیبال تهران   | ۱۳۹۸/۱۰/۲۹ |

| استراحت               |
| --------------------- |
| فولاد سیرجان ایرانیان |

| پیکان تهران         | ۳–۰ | شهرداری گنبد          | ساپکو تهران       | ۱۳۹۸/۰۸/۲۹ |
| پیام خراسان         | ۱–۳ | سایپا تهران           | مهران مشهد        | ۱۳۹۸/۰۸/۲۹ |
| شهرداری ورامین      | ۳–۲ | خاتم اردکان           | گل‌عباسی ورامین    | ۱۳۹۸/۰۸/۲۹ |
| فولاد سپاهان اصفهان | ۱–۳ | شهرداری ارومیه        | ۲۵ آبان اصفهان    | ۱۳۹۸/۱۱/۰۲ |
| شهروند اراک         | ۱–۳ | راه‌یاب ملل مریوان     | شهیدان ثامنی اراک | ۱۳۹۸/۱۱/۰۲ |
| کاله مازندران       | ۳–۰ | فولاد سیرجان ایرانیان | پیامبر اعظم آمل   | ۱۳۹۸/۱۱/۰۲ |

| استراحت   |
| --------- |
| شهداب یزد |

| شهرداری ورامین | ۳–۰ | راه‌یاب ملل ورامین     | گل‌عباسی ورامین       | ۱۳۹۸/۰۹/۰۳ |
| خاتم اردکان    | ۰–۳ | پیام خراسان           | آیت‌الله خاتمی اردکان | ۱۳۹۸/۰۹/۰۳ |
| شهرداری گنبد   | ۳–۱ | فولاد سیرجان ایرانیان | المپیک گنبد          | ۱۳۹۸/۰۹/۰۳ |
| شهداب یزد      | ۰–۳ | فولاد سپاهان اصفهان   | شاهدیه یزد           | ۱۳۹۸/۰۹/۰۳ |
| شهروند اراک    | ۱_۳ | شهرداری ارومیه        | شهیدان ثامنی اراک    | ۱۳۹۸/۰۹/۰۳ |
| سایپا تهران    | ۲–۳ | پیکان تهران           | خانه والیبال تهران   | ۱۳۹۸/۰۹/۰۳ |

| استراحت       |
| ------------- |
| کاله مازندران |

| کاله مازندران         | ۳–۰ | شهرداری گنبد      | پیامبر اعظم آمل | ۱۳۹۸/۰۹/۰۶ |
| فولاد سیرجان ایرانیان | ۱–۳ | سایپا تهران       | گل‌گهر سیرجان    | ۱۳۹۸/۰۹/۰۶ |
| پیکان تهران           | ۳–۰ | خاتم اردکان       | ساپکو تهران     | ۱۳۹۸/۰۹/۰۶ |
| پیام خراسان           | ۳–۱ | راه‌یاب ملل مریوان | مهران مشهد      | ۱۳۹۸/۰۹/۰۶ |
| شهداب یزد             | ۲–۳ | شهروند اراک       | شاهدیه یزد      | ۱۳۹۸/۰۹/۰۶ |
| شهرداری ارومیه        | ۰–۳ | شهرداری ورامین    | غدیر ارومیه     | ۱۳۹۸/۰۹/۰۶ |

| استراحت             |
| ------------------- |
| فولاد سپاهان اصفهان |

| سایپا تهران       | ۳–۱ | کاله مازندران         | خانه والیبال تهران   | ۱۳۹۸/۰۹/۱۰ |
| شهروند اراک       | ۰–۳ | فولاد سپاهان اصفهان   | شهیدان ثامنی اراک    | ۱۲۹۸/۰۹/۱۰ |
| پیام خراسان       | ۲–۳ | شهرداری ارومیه        | مهران مشهد           | ۱۳۹۸/۰۹/۱۰ |
| راه‌یاب ملل مریوان | ۱–۳ | پیکان تهران           | زاگرس مریوان         | ۱۳۹۸/۰۹/۱۰ |
| خاتم اردکان       | ۱–۳ | فولاد سیرجان ایرانیان | آیت‌الله خاتمی اردکان | ۱۳۹۸/۰۹/۱۰ |
| شهرداری ورامین    | ۳–۲ | شهداب یزد             | گل‌عباسی ورامین       | ۱۳۹۸/۰۹/۱۰ |

| استراحت      |
| ------------ |
| شهرداری گنبد |

| سایپا تهران           | ۳–۱ | شهرداری گنبد      | خانه والیبال تهران   | ۱۳۹۸/۱۱/۰۶ |
| فولاد سپاهان اصفهان   | ۲–۳ | شهرداری ورامین    | شهدای مخابرات اصفهان | ۱۳۹۸/۱۱/۰۶ |
| کاله مازندران         | ۳–۰ | خاتم اردکان       | پیامبر اعظم آمل      | ۱۳۹۸/۱۱/۰۶ |
| شهداب یزد             | ۳–۲ | پیام خراسان       | شاهدیه یزد           | ۱۳۹۸/۱۱/۰۶ |
| فولاد سیرجان ایرانیان | ۲–۳ | راه‌یاب ملل مریوان | گل‌گهر سیرجان         | ۱۳۹۸/۱۱/۰۶ |
| شهرداری ارومیه        | ۱–۳ | پیکان تهران       | غدیر ارومیه          | ۱۳۹۸/۱۱/۰۶ |

| استراحت     |
| ----------- |
| شهروند اراک |

| شهرداری ورامین        | ۳–۱ | شهروند اراک    | گل‌عباسی ورامین | ۱۳۹۸/۱۱/۱۰ |
| شهرداری گنبد          | ۳–۰ | خاتم اردکان    | المپیک گنبد    | ۱۳۹۸/۱۱/۱۰ |
| فولاد سپاهان اصفهان   | ۳–۰ | پیام خراسان    | ۲۵ آبان اصفهان | ۱۳۹۸/۱۱/۱۰ |
| راه‌یاب ملل مریوان     | ۰–۳ | کاله مازندران  | زاگرس مریوان   | ۱۳۹۸/۱۱/۱۰ |
| پیکان تهران           | ۳–۰ | شهداب یزد      | ساپکو تهران    | ۱۳۹۸/۱۱/۱۰ |
| فولاد سیرجان ایرانیان | ۱–۳ | شهرداری ارومیه | گل‌گهر سیرجان   | ۱۳۹۸/۱۱/۱۰ |

| استراحت     |
| ----------- |
| سایپا تهران |

| خاتم اردکان       | ۰–۳ | سایپا تهران           | آیت‌الله خاتمی اردکان | ۱۳۹۸/۱۱/۱۳ |
| پیام خراسان       | ۱–۳ | شهروند اراک           | مهران مشهد           | ۱۳۹۸/۱۱/۱۳ |
| راه‌یاب ملل مریوان | ۳–۰ | شهرداری گنبد          | زاگرس مریوان         | ۱۳۹۸/۱۱/۱۳ |
| پیکان تهران       | ۲–۳ | فولاد سپاهان اصفهان   | ساپکو تهران          | ۱۳۹۸/۱۱/۱۳ |
| شهرداری ارومیه    | ۳–۱ | کاله مازندران         | غدیر ارومیه          | ۱۳۹۸/۱۱/۱۳ |
| شهداب یزد         | ۱–۳ | فولاد سیرجان ایرانیان | شاهدیه یزد           | ۱۳۹۸/۱۱/۱۳ |

| استراحت        |
| -------------- |
| شهرداری ورامین |

| پیام خراسان           | ۰–۳ | شهرداری ورامین      | مهران مشهد   | ۱۳۹۸/۱۱/۱۶ |
| راه‌یاب ملل مریوان     | ۰–۳ | سایپا تهران         | زاگرس مریوان | ۱۳۹۸/۱۱/۱۶ |
| پیکان تهران           | ۳–۰ | شهروند اراک         | ساپکو تهران  | ۱۳۹۸/۱۱/۱۶ |
| شهرداری ارومیه        | ۳–۰ | شهرداری گنبد        | غدیر ارومیه  | ۱۳۹۸/۱۱/۱۶ |
| فولاد سیرجان ایرانیان | ۳–۲ | فولاد سپاهان اصفهان | گل‌گهر سیرجان | ۱۳۹۸/۱۱/۱۶ |
| شهداب یزد             | ۰–۳ | کاله مازندران       | شاهدیه یزد   | ۱۳۹۸/۱۱/۱۶ |

| استراحت     |
| ----------- |
| خاتم اردکان |

| سایپا تهران       | ۳–۲ | شهرداری ارومیه        | خانه والیبال تهران | ۱۳۹۸/۱۱/۲۰ |
| کاله مازندران     | ۳–۲ | فولاد سپاهان اصفهان   | پیامبر اعظم آمل    | ۱۳۹۸/۱۱/۲۰ |
| شهرداری گنبد      | ۳–۲ | شهداب یزد             | المپیک گنبد        | ۱۳۹۸/۱۱/۲۰ |
| راه‌یاب ملل مریوان | ۱–۳ | خاتم اردکان           | زاگرس مریوان       | ۱۳۹۸/۱۱/۲۰ |
| شهرداری ورامین    | ۳–۰ | پیکان تهران           | گل‌عباسی ورامین     | ۱۳۹۸/۱۱/۲۰ |
| شهروند اراک       | ۰–۳ | فولاد سیرجان ایرانیان | امام خمینی اراک    | ۱۳۹۸/۱۱/۲۰ |

| استراحت     |
| ----------- |
| پیام خراسان |

| شهرداری ارومیه        | ۳–۰ | خاتم اردکان         | غدیر ارومیه       | ۱۳۹۸/۱۱/۲۳ |
| پیکان تهران           | ۳–۰ | پیام خراسان         | ساپکو تهران       | ۱۳۹۸/۱۱/۲۴ |
| فولاد سیرجان ایرانیان | ۲–۳ | شهرداری ورامین      | گل‌گهر سیرجان      | ۱۳۹۸/۱۱/۲۴ |
| شهداب یزد             | ۲–۲ | سایپا تهران         | شاهدیه یزد        | ۱۳۹۸/۱۱/۲۴ |
| شهروند اراک           | ۱–۳ | کاله مازندران       | شهیدان ثامنی اراک | ۱۳۹۸/۱۱/۲۴ |
| شهرداری گنبد          | ۰–۳ | فولاد سپاهان اصفهان | المپیک گنبد       | ۱۳۹۸/۱۱/۲۴ |

| استراحت           |
| ----------------- |
| راه‌یاب ملل مریوان |

| شهرداری ارومیه      | ۳–۰ | راه‌یاب ملل مریوان     | غدیر ارومیه    | ۱۳۹۸/۱۱/۲۷ |
| شهرداری ورامین      | ۳–۰ | کاله مازندران         | گل‌عباسی ورامین | ۱۳۹۸/۱۱/۲۷ |
| پیام خراسان         | ۲–۳ | فولاد سیرجان ایرانیان | مهران مشهد     | ۱۳۹۸/۱۱/۲۷ |
| شهداب یزد           | ۳–۱ | خاتم اردکان           | شاهدیه یزد     | ۱۳۹۸/۱۱/۲۷ |
| فولاد سپاهان اصفهان | ۳–۱ | سایپا تهران           | ۲۵ آبان اصفهان | ۱۳۹۸/۱۱/۲۷ |
| شهرداری گنبد        | ۳–۱ | شهروند اراک           | المپیک گنبد    | ۱۳۹۸/۱۱/۲۷ |

| استراحت     |
| ----------- |
| پیکان تهران |

| فولاد سیرجان ایرانیان | ۳–۱ | پیکان تهران         | گل‌گهر سیرجان         | ۱۳۹۸/۱۱/۳۰ |
| راه‌یاب ملل مریوان     | ۰–۳ | شهداب یزد           | زاگرس مریوان         | ۱۳۹۸/۱۱/۳۰ |
| خاتم اردکان           | ۲–۳ | فولاد سپاهان اصفهان | آیت‌الله خاتمی اردکان | ۱۳۹۸/۱۱/۳۰ |
| سایپا تهران           | ۳–۱ | شهروند اراک         | خانه والیبال تهران   | ۱۳۹۸/۱۱/۳۰ |
| شهرداری گنبد          | ۳–۱ | شهرداری اراک        | المپیک گنبد          | ۱۳۹۸/۱۱/۳۰ |

| استراحت        |
| -------------- |
| شهرداری ارومیه |
| کاله مازندران  |

| شهداب یزد         | ۰–۳ | شهرداری ارومیه      | شاهدیه یزد   | ۱۳۹۸/۱۲/۰۴ |
| پیکان تهران       | ۱–۳ | کاله مازندران       | ساپکو تهران  | ۱۳۹۸/۱۲/۰۴ |
| راه‌یاب ملل مریوان | ۳–۰ | فولاد سپاهان اصفهان | زاگرس مریوان | ۱۳۹۸/۱۲/۰۴ |
| شهرداری ورامین    |     | سایپا تهران         |              | لغو شد     |
| شهروند اراک       |     | خاتم اردکان         |              | لغو شد     |

| استراحت               |
| --------------------- |
| شهرداری گنبد          |
| فولاد سیرجان ایرانیان |